# Reprezentacja Białorusi U-17 w piłce nożnej kobiet
Reprezentacja Białorusi U-17 w piłce nożnej kobiet – reprezentacja Białorusi piłkarek nożnych do lat 17.

## Występy w mistrzostwach Europy U-17
- 2008: I faza kwalifikacji[1]
- 2009: I faza kwalifikacji[2]
- 2010: I faza kwalifikacji[3]
- 2011: I faza kwalifikacji[4]
- 2012: I faza kwalifikacji[5]
- 2013: I faza kwalifikacji[6]

## Występy w mistrzostwach świata U-17
Dotychczas reprezentacji Białorusi kobiet do lat 17 nie udało się awansować do finałów mistrzostw świata w tej kategorii wiekowej. Eliminacje do tego turnieju w strefie europejskiej odbywają się poprzez mistrzostwa Europy w każdym parzystym roku.

## Obecny skład
Następujące piłkarki zostały powołane do kadry na mistrzostwa Europy 2020 w Szwecji:
| Nr. | Pozycja | Piłkarz               | Data urodzenia      | Mecze | Gole | Klub                                             |
| --- | ------- | --------------------- | ------------------- | ----- | ---- | ------------------------------------------------ |
| 1   |         | Mariya Tolstaya       | 17 lutego 2003      | 3     | 0    | ABFF U19                                         |
| 12  |         | Anna Zaletova         | 21 maja 2004        | 3     | 0    | Szkoła Rezerw Olimpijskich rejonu baranowickiego |
| 22  |         | Elizaveta Zhaleyko    | 15 lipca 2004       | 0     | 0    | FK Mińsk                                         |
| 2   |         | Veronika Tolkun       | 25 czerwca 2004     | 6     | 0    | FK Mińsk                                         |
| 3   |         | Elizaveta Giba        | 15 marca 2004       | 6     | 0    | ABFF U19                                         |
| 5   |         | Valeriya Bondareva    | 30 czerwca 2003     | 4     | 0    | Bobrujczanka Bobrujsk                            |
| 9   |         | Anna Mukha            | 16 kwietnia 2003    | 6     | 0    | ABFF U19                                         |
| 13  |         | Aleksandra Bondarenko | 28 maja 2004        | 6     | 0    | ABFF U19                                         |
| 14  |         | Karina Tovarevich     | 29 kwietnia 2003    | 4     | 0    | ABFF U19                                         |
| 19  |         | Yana Ray              | 8 kwietnia 2003     | 2     | 0    | ABFF U19                                         |
| 4   |         | Viktoriya Barlyugova  | 5 czerwca 2004      | 6     | 0    | Dniepr Mohylew                                   |
| 7   |         | Anna Sas              | 6 października 2003 | 12    | 0    | FK Mińsk                                         |
| 8   |         | Olga Kapysha          | 25 marca 2003       | 6     | 0    | Zorka-BDU Mińsk                                  |
| 14  |         | Anastasiya Lobashova  | 27 stycznia 2004    | 0     | 0    | Zorka-BDU Mińsk                                  |
| 16  |         | Milana Surovtseva     | 13 stycznia 2003    | 12    | 2    | ABFF U19                                         |
| 17  |         | Natalya Asmykovich    | 29 stycznia 2003    | 12    | 2    | ABFF U19                                         |
| 18  |         | Evgeniya Yakusik      | 6 grudnia 2004      | 0     | 0    | Szkoła sportowa dzieci i młodzieży Szczuczyna    |
| 6   |         | Anastasiya Kakhovich  | 13 grudnia 2004     | 0     | 0    | Szkoła Rezerw Olimpijskich                       |
| 10  |         | Anastasiya Pobegaylo  | 23 grudnia 2004     | 6     | 2    | FK Mińsk                                         |
| 11  |         | Anna Skriganova       | 28 stycznia 2004    | 6     | 0    | ABFF U19                                         |